# عظيم كندي
عظيم‌ كندي هي قرية في مقاطعة شوط‌، إيران. يقدر عدد سكانها بـ 476 نسمة بحسب إحصاء 2016.